# Alfa-helix

Schéma alfa-helixu (francouzsky)

Alfa-helix („alfa-šroubovice“) je jeden ze dvou základních typů prostorového uspořádání bílkovin (konkrétně jejich sekundární struktury). Druhým je beta-skládaný list. Alfa-helix má tvar pravotočivé šroubovice, při pohledu shora tvoří šroubovici bílkovinná kostra, zatímco aminokyselinové zbytky směřují ven. Mezi jednotlivými patry šroubovice vznikají vodíkové můstky (konkrétně mezi C=O skupinou a N–H skupinou o čtyři aminokyseliny dále). Typickými aminokyselinami vyskytujícími se v alfa-helixu je zejména alanin, glutamát, leucin, lysin a methionin. Pokud se někde vyskytne prolin, zpravidla způsobí ohyb celé šroubovice.
Všechny donory vodíkových můstků jsou orientovány jedním směrem a akceptory směrem opačným, alfa-helix by tedy ve vakuu byl relativně silný elektrický dipól. Ve vodném rozpouštědle je ovšem většina náboje odstíněna a dipólový moment alfa-helixů zřejmě nepřispívá ke stabilizaci proteinové struktury. Výjimkou mohou být některé alfa-helixy, jejichž aspoň jeden konec je uvnitř proteinové struktury, například řada DNA vazebných proteinů.

## Parametry
Pro alfa-helix platí tyto parametry:
- počet aminokyselin na jeden závit (otáčku) alfa-helixu: 3,6
- výška jednoho závitu (měřeno podél osy šroubovice): 0,54 nanometru.
- vzdálenost ekvivalentních (odpovídajících si) atomů v kostře šroubovice: 0,15 nanometru.